# Pomponema astrodes
Pomponema astrodes är en rundmaskart. Pomponema astrodes ingår i släktet Pomponema, och familjen Cyatholaimidae. Arten är reproducerande i Sverige.